# Mormonisme

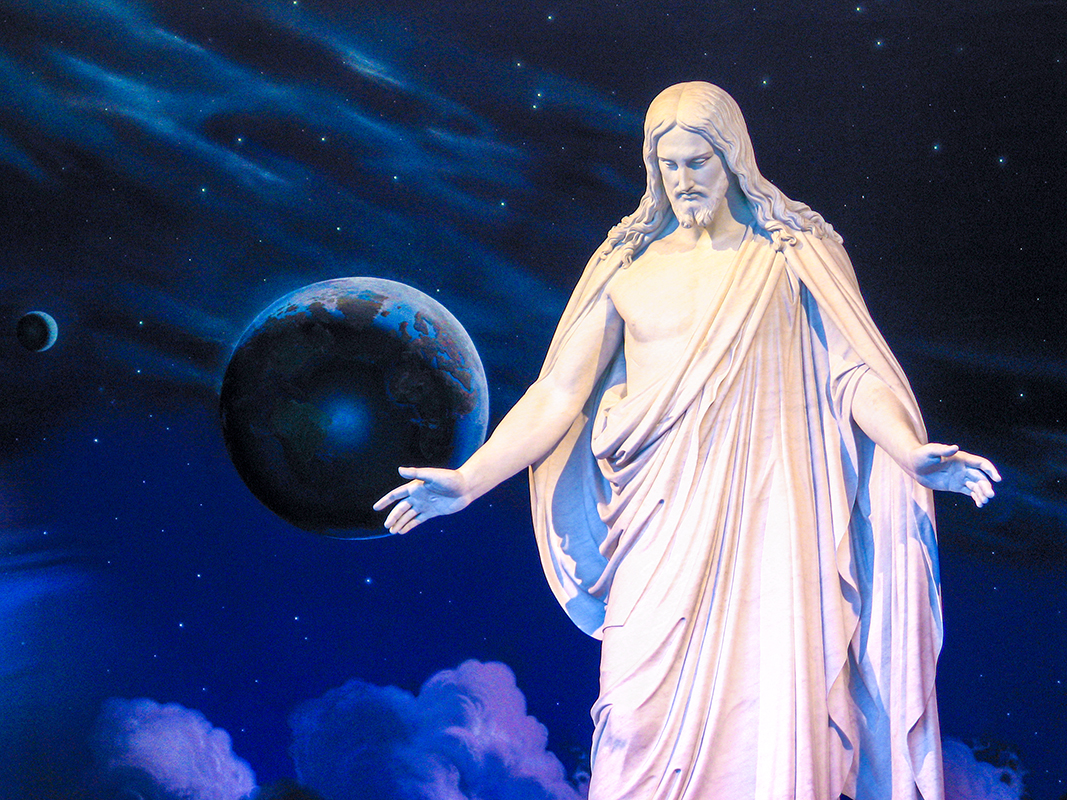
Estàtua de Crist en el Centre de Visitants de la zona dels temples de Salt Lake City

El mormonisme o la teologia dels Sants dels Últims Dies és una religió, ideologia, moviment i subcultura originat en les reformes cristianes del segle xix a Nova York. El terme "mormonisme" comunament s'utilitza per a referir-se a la teologia i cultura de l'Església de Jesucrist dels Sants dels Últims Dies, la qual és la més nombrosa i més coneguda de totes les esglésies o branques del mormonisme que es van originar arran dels ensenyaments de Joseph Smith.
El mormonisme té creences comunes amb la resta del moviment dels últims dies, incloent-hi l'ús i la creença a la Bíblia, i en altres textos religiosos, inclosos el Llibre de Mormó i La doctrina i els pactes. També accepta La perla del gran preu com a part del seu cànon bíblic, i té una història d'ensenyament de certes pràctiques pròpies com el matrimoni etern, la progressió eterna i la poligàmia (matrimoni plural), tot i que l'Església de Jesucrist dels Sants dels Últims Dies va abandonar formalment la pràctica del matrimoni plural el 1890. El mormonisme cultural, un estil de vida promogut per les institucions mormones, inclou mormons culturals que s'identifiquen amb la cultura, però no necessàriament amb la teologia.
Per a 2020 s'anunciava l'obertura d'una església Mormona a Tarragona.

## Història
La paraula mormó va derivar originalment del Llibre de Mormó, un text religiós publicat per Smith, que va dir que va traduir de les taules daurades amb ajuda divina. El llibre es descriu a si mateix com una crònica dels primers pobles indígenes d'Amèrica i de la seua relació amb Déu. Basat en el nom del llibre, els primers seguidors de Smith van ser més coneguts com a mormons i la seua fe mormonisme. El terme es va considerar inicialment pejoratiu, però els mormons ja no ho consideren així (tot i que generalment preferien altres termes com el Sant dels últims dies).
Després que Smith fos assassinat el 1844, la majoria dels mormons van seguir a Brigham Young durant el seu viatge cap a l'oest fins a la zona que es va convertir en el territori de Utah, anomenant-se L'Església de Jesucrist dels Sants dels Darrers Dies.

## Branques
L'església dels Sants dels Últims dies original es va fundar el 6 d'abril, 1830 com "l'Església de Crist". El 1834 va començar a ser coneguda com "l'Església dels Sants dels Últims Dies" i el 1838 va canviar oficialment el seu nom a "l'Església de Jesucrist dels Sants dels Últims Dies". Després de la mort de Joseph Smith el 1844, l'església va experimentar una crisi de successió, i el moviment es va dividir en dues branques principals, els "Sants de la Praderia" i els "Sants de les Muntanyes Rocoses". Avui existeixen més de 100 organitzacions actives que diuen ser part del moviment del mormonisme.
Les denominacions generals del mormonisme són:
- Denominacions de les Muntanyes Rocoses, que inclouen la més nombrosa i coneguda: l'Església de Jesucrist dels Sants dels Últims Dies
- Denominacions dels Sants de la Praderia, que inclouen l'Església de Crist, la Comunitat de Crist i l'Església Romanent dels Sants dels Últims Dies.
- Denominacions fins al 1844, que inclouen les denominacions que es van formar abans de la mort de Joseph Smith, però que avui no existeixen.